# Videväxter
Videväxter (Salicaceae) är en växtfamilj, som enligt nya genetiska studier gjorda av Angiosperm Phylogeny Group ökat markant i antalet släkten. Den består nu av 57 släkten.
Enligt det gamla Cronquistsystemet så bestod denna familj endast av två släkten och 435 arter. Till familjen videväxter hörde endast släktet videsläktet (Salix) och släktet poppelsläktet (Populus). I Sverige finns båda dessa släktena representerade. 